# Zard
Zard (ザード Zādo) là một nhóm nhạc pop rock của Nhật Bản. Ban đầu là một nhóm gồm năm thành viên, với giọng ca chính Izumi Sakai là thành viên cố định duy nhất của nhóm. Tác phẩm của Zard đã được bán dưới nhãn hiệu thu âm B-Gram Records, Inc. Các bài hát nổi tiếng và thành công nhất của họ là "Makenaide" (1993) (負けないで), "Yureru Omoi" (1993) (揺れる想い) và "My Friend " (1996). Tính đến năm 2014, Zard đã bán được hơn 37 triệu đĩa, trở thành một trong những nghệ sĩ âm nhạc bán chạy nhất tại Nhật Bản.

## Cái chết của Sakai

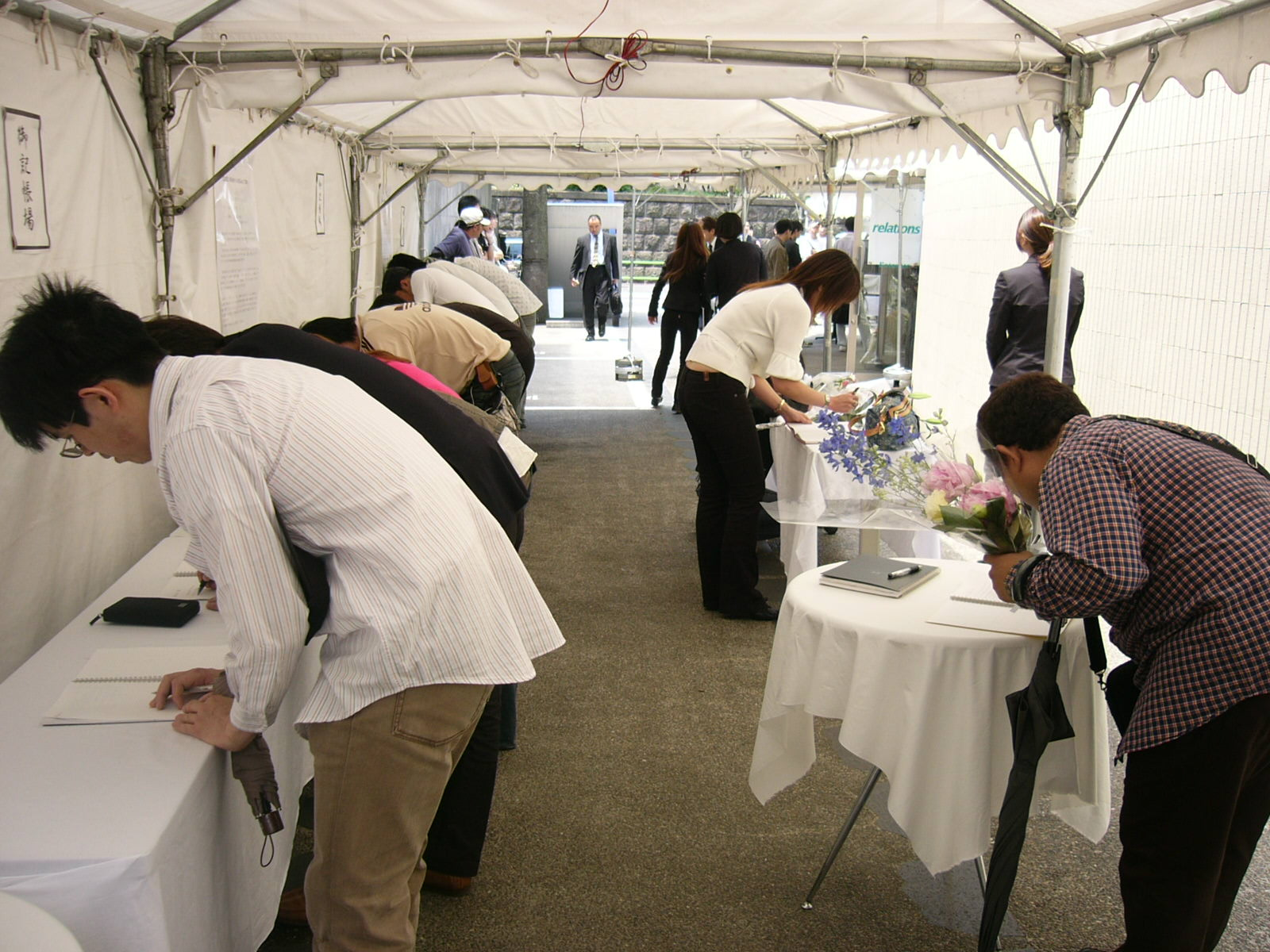
Người hâm mộ của Izumi Sakai viết lời nhắn cho cô ấy vào sổ tay có chữ ký trong công ty của Zard vào ngày 31 tháng 5 năm 2007.

Thành viên sáng lập Sakai Izumi qua đời vào ngày 27 tháng 5 năm 2007 ở tuổi 40 tại Bệnh viện Đại học Keio. Cô nhập viện vào tháng 6 năm 2006 sau khi phát hiện mình bị ung thư cổ tử cung và đã được cắt bỏ khối u. Tuy nhiên, vào tháng 4 năm 2007, căn bệnh ung thư đã di căn đến phổi, khiến cô phải nhập viện lại. Theo bệnh viện, cô đi bộ hàng ngày vào mỗi buổi sáng. Trong lần đi bộ vào ngày 26 tháng 5, cô vô tình bị ngã từ cầu thang và được phát hiện vào khoảng 5 giờ sáng theo giờ JST. Cô ấy đã được đưa đến phòng cấp cứu, nhưng cô ấy đã chết khi đến nơi. Một phát ngôn viên của cơ quan cho biết.

## Danh sách đĩa nhạc

### Album phòng thu
- Good-Bye My Loneliness (1991)
- Mō Sagasanai (1991)
- Hold Me (1992)
- Yureru Omoi (1993)
- Oh My Love (1994)
- Forever You (1995)
- Today Is Another Day (1996)
- Eien (1999)
- Toki no Tsubasa (2001)
- Tomatteita Tokei ga Ima Ugokidashita (2004)
- Kimi to no Distance (2005)